# Koadjutor
Koadjutor (från latinets coadiutor, "medhjälpare") kallas den präst inom Romersk-katolska kyrkan som utsetts som tillfällig medhjälpare åt en kyrkoherde eller den prelat som, vanligtvis på livstid och med löfte om att bli efterträdare, utsetts till en biskops medhjälpare.